# Trichosporon sinense
Trichosporon sinense är en svampart som beskrevs av X.H. Lu & M.X. Li 1991. Trichosporon sinense ingår i släktet Trichosporon och familjen Trichosporonaceae.   Inga underarter finns listade i Catalogue of Life.